# Perifokalödem
Als Perifokalödem oder perifokales Ödem werden Ödeme (Flüssigkeitsdurchtränkungen) in intaktem Körpergewebe bezeichnet, welche von Stoffwechsel- oder Abbauprodukten von unmittelbar benachbart gelegenen Tumoren verursacht werden, die die Kapillarwände schädigen. Klinische Bedeutung erlangen Perifokalödeme vor allem bei Hirntumoren aufgrund des durch sie bedingten Druckanstieges im Gehirn. Daneben bilden sich perifokale Ödeme auch durch Entzündungen, etwa um Abszesse oder Blutungen.

## Quelle
- Max Eder, Peter Gedigk: Allgemeine Pathologie und Pathologische Anatomie. Springer-Verlag, 2013, ISBN 978-3-642-75228-5, S. 108 (google.de).